# Щепани (Підляське воєводство)
Щепани (пол. Szczepany) — село в Польщі, у гміні Вишки Більського повіту Підляського воєводства.
Населення — 32 особи (2011).
У 1975-1998 роках село належало до Білостоцького воєводства.

## Демографія
Демографічна структура станом на 31 березня 2011 року:
|          | Загалом | Допрацездатний вік | Працездатний вік | Постпрацездатний вік |
| -------- | ------- | ------------------ | ---------------- | -------------------- |
| Чоловіки | 17      | 0                  | 15               | 2                    |
| Жінки    | 15      | 3                  | 9                | 3                    |
| Разом    | 32      | 3                  | 24               | 5                    |